# (400394) 2008 AM64
(400394) 2008 AM64 es un asteroide perteneciente al cinturón de asteroides descubierto el 11 de enero de 2008 por el equipo del Mount Lemmon Survey desde el Observatorio del Monte Lemmon, Arizona, Estados Unidos.

## Designación y nombre
Designado provisionalmente como 2008 AM64.

## Características orbitales
2008 AM64 está situado a una distancia media del Sol de 2,612 ua, pudiendo alejarse hasta 2,761 ua y acercarse hasta 2,462 ua. Su excentricidad es 0,057 y la inclinación orbital 9,070 grados. Emplea 1542,28 días en completar una órbita alrededor del Sol.

## Características físicas
La magnitud absoluta de 2008 AM64 es 17. 